# Улица Пушкина (Липецк)
У́лица Пу́шкина — улица в Советском округе Липецка. Проходит от улицы Неделина до Советской улицы. Пересекает Первомайскую улицу. К чётной стороне примыкает Октябрьская улица.
Эта улица — одна из старейших в Липецке. Сформировалась в процессе коренной перестройки Липецка в 1-й половине XIX века при реализации генерального плана города, утверждённого в 1805 году. Её прежнее название — Гульбищенская происходит от «гульбища» — самого старого парка города (заложен парк в 1807 году), места гуляния горожан — Воронежской рощи на нынешней территории станкостроительного завода, где заканчивается улица. В начале 1930-х годов рощу вырубили и на её месте построили моторемонтный завод (с 1946 — механический, с 1956 — станкостроительный).

Памятник Пушкину

7 февраля 1937 года улица получила имя гениального русского литератора А. С. Пушкина (к 100-летию со дня его гибели). Старинный дворянский род Пушкиных в прошлом был тесно связан с Липецким краем (см. Коренёвщина).
Застроена улица в основном типовыми многоэтажными домами. В доме № 5 расположена детская поликлиника. На углу с улицей Неделина находится памятник поэту, перенесённый сюда в 2005 году (до этого стоял у Верхнего пруда). Авторы памятника — И. М. Мазур и Ю. Д. Гришко.

## Транспорт
- к домам начала улицы — авт. 8, 17, 17а, 40, 40а, 308к, 317, 321, 330, 332, 343, ост.: «Памятник Пушкину».
- к домам конца улицы — авт. 1, 2, 2т, 6, 8, 9т, 12, 17, 17а, 27, 30, 35, 36, 37, 40, 40а, 300, 308к, 315, 317, 321, 323, 330, 332, 343, 347, 352, ост.: «Пл. Победы», «Центральный рынок».